# Darrous

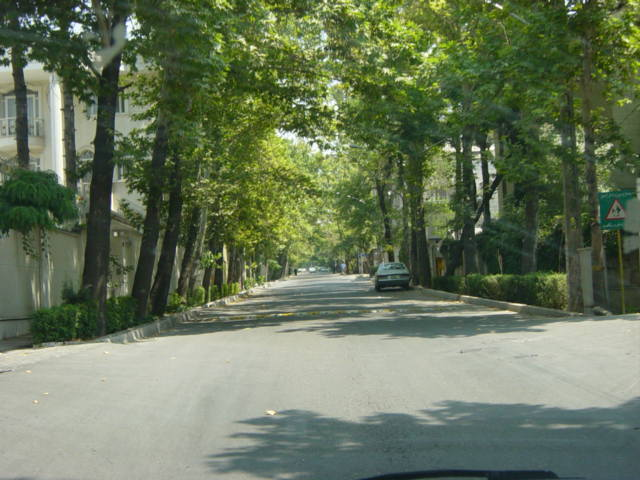
Hedayat-Straße

Darrous (auch Darrus) ist ein Stadtteil im Norden von Teheran. Er grenzt an die Viertel Pasdaran, Gholhak, Doulat und Ekhtiyarieh.
Vor 1950 gehörte das meiste Land in diesem Stadtteil – Gärten sowie Ländereien – dem Aristokraten und Großgrundbesitzer aus der Kadscharenzeit Haj Mehdi Gholi Khan Hedayat (Mokhber-ol Saltaneh). 
Er bekleidete hohe Ämter und war während der konstitutionellen Phase Gouverneur von Fars und Aserbaidschan. Von 1927 bis 1933 diente er unter Reza Schah Pahlavi als Premierminister.
Mehrere Einrichtungen des Stadtteils wurden nach ihm benannt: so zum Beispiel eine Moschee, eine Medizinische Klinik und eine Schule, die jeweils in der ebenfalls nach ihm benannten Hedayat-Straße liegen.